# ウィク・ムンカン語
ウィク・ムンカン語あるいはウィク＝マンカン語（Wik-Mungkan、Wik-Munkan、Wik-Mungkhn）とは、オーストラリアのクイーンズランド州北部、アウルクン（Aurukun）およびその周辺において話されている、アボリジニのウィク・ムンカンの言語である。
猛毒を持つヘビであるタイパン（英: taipan）の名はウィク・ムンカン語に由来する が、これは Kilham et al. (2011) では thaypan と綴られ、先述のヘビのほか、伝承に現れる虹の蛇（英: Rainbow Serpent）も指すものである。

## 分類
従来はパマ・ニュンガン語群（Pama–Nyungan）、パマングループ（Paman）、ミドル・パマン下位グループ（Middle Pama）という分類がなされてきた が、Hammarström et al. (2018) ではパマ・ニュンガン、パマン、Compromise Middle Pama、Wik、Kuku-Wik-Ep、Kuku-Wik という区分とされている。Lewis et al. (2015) と Hammarström et al. (2018) のいずれにおいても系統が近いとされている言語は Wik-Iiyanh語、Kuku-Mu'inh語 (en) 、Kuku-Muminh語、Kuku-Ugbanh語、Kuku-Uwanh語の5つである。

## 音韻論

### 子音
ウィク・ムンカン語の子音は以下の通りで、表記は実際に用いられている正書法によるものである。
|                                       | 唇音 | 歯間音 | 歯茎歯音（英: alveo-dental） | 歯茎硬口蓋音 | 軟口蓋音 | 声門音 |
| ------------------------------------- | ---- | ------ | ---------------------------- | ------------ | -------- | ------ |
| 閉鎖音                                | p    | th     | t                            | ch           | k        | '      |
| 鼻音                                  | m    | nh     | n                            | ny           | ng       |        |
| 側面音                                |      |        | l                            |              |          |        |
| はじき音またはふるえ音（英: vibrant） |      |        | r                            |              |          |        |
| 半母音                                | w    |        | r                            | y            |          |        |

vibrant の r と半母音の r は表記の上では区別されないが、後者はほとんど現れない上、war〈牡蠣〉や remat〈shellfish〉のように現れる場合でも代わりに vibrant の r で発音する話者が見られる。また、remat は半母音の r が語頭に現れる唯一の例であるが、これは本来は借用語であったと思われる。

### 母音
ウィク・ムンカン語の母音は以下の5種類であり、それぞれに対応する長母音が存在し、同じ字を重ねることによって表記される。
|    | 前舌 | 中舌 | 後舌 |
| -- | ---- | ---- | ---- |
| 高 | i    |      | u    |
| 中 | e    |      | o    |
| 低 |      | a    |      |

## 文法
ウィク・ムンカン語の単語には1つの品詞の括りに納まらないものがいくつか存在する。
名詞や指示詞には他動詞の主語である能格（英: ergative）と目的語あるいは自動詞の主語である絶対格の対立が見られる一方、代名詞に関しては主格（英: nominative）と対格（英: accusative）の対立が見られる。ただし、不定代名詞 wiy には名詞などと同様に能格とそうでないものの対立が見られる。

### 形態論
Dryer (2013) は屈折形態論（英: inflectional morphology）における接頭辞と接尾辞というテーマに関して Godfrey (1964:passim) および Kilham et al. (1986:passim) を典拠に、ウィク・ムンカン語は接尾辞が用いられる傾向が強いとしている。

#### 名詞
格接尾辞については#句を参照。

#### 代名詞
ウィク・ムンカン語においては、一人称、二人称、三人称が区別され、数は単数、双数、複数が区別される。さらに、一人称の双数および複数には包含（英: inclusive）と除外（英: exclusive）の区別が存在する が、これは聞き手を含めるか否かの違いである。ウィク・ムンカン語の代名詞については主格と対格の区別がなされるが、まず人称代名詞の主格、つまり主語を表す形は以下の通りである。
|        |        | 単数                  | 双数                               | 複数                                   |
| ------ | ------ | --------------------- | ---------------------------------- | -------------------------------------- |
| 一人称 | 包含   | ngay〈私〉            | ngal〈私とあなた〉                 | ngamp〈あなたも含めた私たち〉          |
| 一人称 | 除外   | ngay〈私〉            | ngan〈あなたではない人と私の二人〉 | ngan〈あなたを含めない複数人と私〉     |
| 二人称 | 二人称 | nint〈あなた〉        | nip〈あなたたち二人〉              | niiy〈3人以上いるあなたたち〉          |
| 三人称 | 三人称 | nil〈彼; 彼女; それ〉 | pul〈彼ら二人; それら2つ〉         | than〈3人以上の彼ら; 3つ以上のそれら〉 |

三人称単数の主語 than は話し手が主語を明示できない、もしくは明示したくない場合に非人称的に用いることが可能である。
対格、つまり目的語を表す人称代名詞は三人称単数形 nunang を除き、全て上記の主語を表す形に接尾辞 -ang をつけることにより作られるが、一人称単数形に関しては左記の方法通りに作られた ngayang のほかに nganyang という形も存在する。
|        |        | 単数                              | 双数                                    | 複数                                          |
| ------ | ------ | --------------------------------- | --------------------------------------- | --------------------------------------------- |
| 一人称 | 包含   | ngayang もしくは nganyang〈私を〉 | ngalang〈私とあなたを〉                 | ngampang〈あなたも含めた私たちを〉            |
| 一人称 | 除外   | ngayang もしくは nganyang〈私を〉 | nganang〈あなたではない人と私の二人を〉 | nganang〈あなたを含めない複数人と私を〉       |
| 二人称 | 二人称 | nintang〈あなたを〉               | nipang〈あなたたち二人を〉              | niiyang〈3人以上いるあなたたちを〉            |
| 三人称 | 三人称 | nunang〈彼を; 彼女を; それを〉    | pulang〈彼ら二人を; それら2つを〉       | thanang〈3人以上の彼らを; 3つ以上のそれらを〉 |

呼格、つまり呼びかける場合の形は nip あるいは niiy に対し近さ遠さの違いに応じた接尾辞をつけて表すが、まず近い場合には -alang を、やや遠くなる場合には -aley もしくは -aleey を、さらに遠くなる場合には -aloy もしくは -alooy を用いる。
|                                       | 近        | 中                          | 遠                          |
| ------------------------------------- | --------- | --------------------------- | --------------------------- |
| 二人称双数〈お二人さん！〉            | nipalang  | nipaley もしくは nipaleey   | nipaloy もしくは nipalooy   |
| 二人称複数〈（3人以上の）あんた方！〉 | niiyalang | niiyaley もしくは niiyaleey | niiyaloy もしくは niiyalooy |

また、ウィク・ムンカン語には主格、対格、呼格といった「中心的な格」（英: centre cases）以外にも間接目的語や随伴を表す「付加的な格」（英: adjunct cases）が見られる が、これらを表す人称代名詞の基礎となる間接目的語形は以下の通りである。
|        |        | 単数                              | 双数                                  | 複数                                        |
| ------ | ------ | --------------------------------- | ------------------------------------- | ------------------------------------------- |
| 一人称 | 包含   | ngath(ar)〈私に〉                 | ngalant〈私とあなた〉                 | ngampar〈あなたも含めた私たちに〉           |
| 一人称 | 除外   | ngath(ar)〈私に〉                 | ngant〈あなたではない人と私の二人に〉 | ngant〈あなたを含めない複数人と私に〉       |
| 二人称 | 二人称 | nungk(ar)〈あなたに〉             | nipar〈あなたたち二人に〉             | niiyant〈3人以上いるあなたたちに〉          |
| 三人称 | 三人称 | nung(ant)〈彼に; 彼女に; それに〉 | pulant〈彼ら二人に; それら2つに〉     | thant〈3人以上の彼らに; 3つ以上のそれらに〉 |

上記のように単数形にはそれぞれ短縮形が存在し、一人称は ngath、二人称が nungk、三人称は nung である。上記の間接目的語を表す形に以下のような接尾辞を付加することにより様々な意味を表すことが可能となるが、この場合に単数形は短縮されていない形が用いられる。
- 所有および起点: -am
- 随伴: -ang
- 目標: -ak
- 再帰: -akam

再帰代名詞にはこの方法で作られた ngatharakam、nungkarakam、nungantakam のほかにも一人称から順にそれぞれ ngathamang、nungkamang、nungamang という形も存在する。また ngant と thant に所有、随伴、再帰の接尾辞が付加される場合、子音 t が二重のものとなる。つまり前者は nganttam、nganttang、nganttakam、後者は thanttam、thanttang、thanttakam となる。
また一人称単数と三人称単数には、動詞の時制と主語を同時に表す要素（参照: #動詞）の後に付加することができる、以下のような代名詞の省略形というものが存在するが、これを必ず付加しなければならない訳ではない。
|                  | 一人称単数 | 三人称単数 |
| ---------------- | ---------- | ---------- |
| 対格             | -any       | -an        |
| 間接目的         | -ar        | -ant       |
| 起点あるいは所有 | -aram      | -antam     |
| 随伴             | -arang     | -antang    |

ウィク・ムンカン語にはこれらのほか、不定代名詞 thonangan、thon〈別の〉や wiy〈いくつかの〉が存在するが、wiy は名詞同様に他動節の主語と自動節の主語を区別する格変化を起こす。

#### 指示詞
指示詞は名詞同様に能格と能格ではないものとが対立し、また遠さに関して最も近いもの i-、やや遠い na-、最も遠い a- の3段階の区別が存在する。これら能格性の有無と遠近という2種類の尺度による指示詞の形は以下の通りである。
|                |      | 近         | 中           | 遠         |
| -------------- | ---- | ---------- | ------------ | ---------- |
| 能格           | 単数 | ilangan    | nalangan     | alangan    |
| 能格           | 複数 | il-ilangan | nal-nalangan | al-alangan |
| 能格でないもの | 単数 | inan       | nanan        | anan       |
| 能格でないもの | 複数 | inangan    | nanangan     | anangan    |

具格（英: instrumental）は能格形と全く同一で、それ以外の他の格は場所格を除き il-、nal-、al- にそれぞれ以下のような接尾辞をつけて表す。
- 間接目的: -ant もしくは -antan
- 所有: -antam
- 付随: -antang

場所格（英: locative）指示詞にも3段階の遠さの区別が存在するが、ing-、nang-、ang- あるいは in-、nan-、-an を基本に -an、-am もしくは -im（より強調の意味合いが増す）、-aman ないしは -man が付加される。
目的や行き着く場所を表現する目標（英: goal）指示詞は iikanak、naakanak、aakanak となる。

#### 動詞
ウィク・ムンカン語の動詞語幹には時制や法、人称や数を一度に表すことが可能な接尾辞が付加される。時制は現在、過去、未来の3種類が区別され、仮定法は〈…すべき〉、〈…し得る〉などの意味を表す。一人称と一部の二人称の過去時制と未来時制は、過去時制には強勢がなく未来時制に第二強勢が現れる点を除けば同一である。
|        |            |            | 対応する独立主語代名詞 | 現在   | 過去                 | 未来   | 仮定                         |
| ------ | ---------- | ---------- | ---------------------- | ------ | -------------------- | ------ | ---------------------------- |
| 一人称 | 単数       | 単数       | ngay                   | -ang   | -ang もしくは -angan | -ang   | -ing                         |
| 一人称 | 非単数除外 | 非単数除外 | ngan                   | -anan  | -an                  | -an    | -in;〔まれ〕-iyin            |
| 一人称 | 包含       | 双数       | ngal                   | -anal  | -al                  | -al    | -il                          |
| 一人称 | 包含       | 複数       | ngamp                  | -anamp | -amp                 | -amp   | -imp                         |
| 二人称 | 単数       | 単数       | nint                   | -anan  | -an                  | -an    | -in;〔まれ〕-iyin            |
| 二人称 | 双数       | 双数       | nip                    | -anip  | -uw                  | -ow    | -iw                          |
| 二人称 | 複数       | 複数       | niiy                   | -aniy  | -an                  | -an    | -in;〔まれ〕-iyin            |
| 三人称 | 単数       | 単数       | nil                    | -an    | なし                 | -ow    | -iy もしくは -iw;〔まれ〕-in |
| 三人称 | 双数       | 双数       | pul                    | -anpul | -pul                 | -owpul | -iypul;〔まれ〕-iwpul        |
| 三人称 | 複数       | 複数       | than                   | -antan | -in もしくは -iyin   | -ayn   | -iythan;〔まれ〕-iwthan      |

ウィク・ムンカン語には自動詞（例: iiy(an)〈行く〉、mo'(an)〈走る〉）と他動詞（例: piik(an)〈打つ〉）の区別が存在するが、自動詞の多くは -ath という要素をつけて他動詞化させることが可能である（例: wamp(an)〈来る〉→ wampath(an)〈持って来る〉）。この方法で他動詞をつくることが不可能な自動詞も見られるが、こうしたものにはペアとなる他動詞が存在する（例: 自動詞 pench(an)〈焼ける〉に対する kiingk(an)〈焼く〉）。また aath(an)〈与える〉のように二重目的語をとる動詞も存在する。
- 例: Nil may kam aath nunang.〈彼は彼女に果物ジュースをあげた。〉[13]

またウィク・ムンカン語には以下のような相互の動作を表す場合専用の接尾辞も存在し、他動詞や二重目的語動詞の語幹に付加することが可能であるが、中には常にこれらの接尾辞を伴う動詞が存在する（例: pek-〈争う〉→ pekwuntan〈彼らは争っている〉）。
|        |            |            | 対応する独立主語代名詞 | 現在    | 過去                    | 未来                    | 仮定     |
| ------ | ---------- | ---------- | ---------------------- | ------- | ----------------------- | ----------------------- | -------- |
| 一人称 | 非単数除外 | 非単数除外 | ngan                   | -wunan  | -wun                    | -wun                    | -win     |
| 一人称 | 一人称包含 | 双数       | ngal                   | -wunal  | -wul                    | -wul                    | -wil     |
| 一人称 | 一人称包含 | 複数       | ngamp                  | -wunamp | -wump                   | -wump                   | -wimp    |
| 二人称 | 双数       | 双数       | nip                    | -wunip  | -wuw あるいは -uw       | -wuw あるいは -uw       | -wiw     |
| 二人称 | 複数       | 複数       | niiy                   | -wuniy  | -wun                    | -wun                    | -win     |
| 三人称 | 双数       | 双数       | pul                    | -wunpul | -wuwpul あるいは -uwpul | -wuwpul あるいは -uwpul | -wiypul  |
| 三人称 | 複数       | 複数       | than                   | -wuntan | -win                    | -wayn                   | -wiythan |

ウィク・ムンカン語には kaangk〈like〉、mak〈let be〉、weenth〈愛す〉、aw〈好く〉という活用のない動詞のような語が4種類存在するが、このうち kaangk と mak は未来時制の動詞の前に現れるのが普通で、kaangk は過去時制の前にも現れる場合がある。
- 例: mak iiyow[14]〈彼を/彼女を行かせる〉

### 統語論

#### 句
名詞は形容詞や所有代名詞、独立代名詞、場所を表す要素（英: locative）、指示詞で修飾され得るが、普通の場合これらの要素はいずれも名詞の後ろに置かれる。名詞句においてこれらの修飾語同士では「形容詞-所有代名詞もしくは独立代名詞-場所を表す要素-指示詞」の順となる傾向が強いが、実際には3つ以上の修飾要素が一つの名詞句内で一度に現れる例は極めてまれである。また、名詞が全く存在しない名詞句を作ることも可能であるが、その場合は形容詞、独立代名詞、指示詞のいずれかが主要部（英: head）、つまり被修飾語として機能する。
名詞句の例:
- pam min anangan - あの良い人たち[16]
- piny ngatharam alangan - あの私ののおば[16]（名詞-所有代名詞-指示詞）
- wiy anangan - 彼らのうちの数人[16]
- yuk pek-pekang - 木の下も下[16]（名詞-場所を表す要素）

また、名詞句の最後には格接尾辞が付加される が、先述の通り能格とそうでないものとが対立する。格とそれぞれの格に対応する接尾辞、およびその使用例は以下の通りである。
- 能格: -ang
  - 例: Nil kaath-kunchangan kechanangam pungan nunang.〈彼女の母は彼女を掘り棒で叩く。〉
- 絶対格[注 1]: なし
  - 例1: Pam wanch yot kungk mo'in.〈多くの人たちが北へ逃げた。〉
  - 例2: Ngay pam wanch yot thathang.〈私は多くの人たちを見た。〉
- 呼格: 〈近〉-ang、〈中〉-ey、〈遠〉-oy
  - 例: Kaath-ang! Pal iiya!〈お母さん！こっちに来て！〉
- 具格（手段。英語の with...）: -ang;〔独立形〕thamp(ang)
  - 例: 能格の例文中の kechanangam〈掘り棒で〉
- 場所格（英: stationary locative）: -ang
  - 例: Nil puk manyan ingkang nyiin ngatharang.〈子供は私の肩の上に乗った。〉
- 時格（英: temporal）: -ang
  - 例: Than ngul wampin ngampar, kinch thonamang ananiy.〈私は彼らが後日（あなたも含めた）我々のところに来ることを予言する。〉
- 指示対象（間接目的）: -ant。位置的な〈…へ〉や利益〈…のために〉を意味する。
  - 例: Nil may inan wampath puk manyant.〈彼は子供にこの食べ物を持ってきた。〉
- 着点格（英: goal。〈へ〉）: -ak
  - 例: Minhak iiyampa!〈釣りに行こう！〉
- 随伴（英: accompaniment）: -antang;〔独立形〕thamp(ang)
  - 例: Benny.antang wee' iiyowa?〈ベニーとは誰が行くんだ？〉
- 起点:〔生物〕-antam;〔無生物〕-am。いずれも出発した場所〈…から〉や原因を意味する。-antam は無生物に関して用いることも可能である（例3）。また、物語を始める際などの文脈においては〈…について〉の意味も表し得る（例4）。
  - 例1: Nil winynyang mo' oonyantam.〈彼はお化けのせいで怖がった。〉
  - 例2: In yiinch wunan ngakam.〈これは雨のせいで濡れている。〉
  - 例3: kangk banana.antam〈バナナの木からの葉っぱ〉
  - 例4: Ngay wik kath inan waa'ang wanchinthantam.（私はこの老婦人についてあなたに語るつもりだ。）
- 所有格: -antam
  - 例: Puk Martha.antam nana.〈マーサの子はあっちだ。〉

なお、代名詞の格体系は名詞のものとは異なる箇所が存在するが、詳細については#代名詞を参照されたい。

#### 節

##### 語順
ウィク・ムンカン語は格標示を用いる言語であるため、特に口語において英語よりも自由な語順とすることが可能であるが、独立した形をとる主語は節の先頭に現れるのが普通である。また目的語についても典型的な語順というものがあるが、それが名詞である場合には動詞句の前に、それが代名詞、特に三人称のものである場合には動詞句の後に現れるのが普通である。

##### 身体部位の所有について
体の部分を表す語彙は所有の接尾辞 -antam によっては表されないのが通例であるが、英語の影響により身体語彙が所有された状態で現れる例も確認されている。古めの伝統においては、目的語代名詞が身体語彙と同格で現れる（例: Ma' path nunang thuukangan.〈蛇が彼の手を噛んだ。〉）。